# Sallie Gardner at a Gallop
Sallie Gardner at a Gallop – seria kart gabinetowych z 1878 roku wykonanych przez Eadwearda Muybridge'a. Składa się z sześciu kart, z których każda przedstawia kolejne serie fotografii przedstawiających galopującego konia z dżokejem.
Seria była pierwszym przykładem wykorzystania chronofotografii, wczesnej metody fotograficznego zapisu upływającego czasu, używanej głównie do rejestrowania zmiennych faz ruchu w celach naukowych. Był to ważny krok w rozwoju filmu.
Praca została wykonana na zlecenie Lelanda Stanforda, przemysłowca, byłego gubernatora stanu Kalifornia oraz pasjonata jeździectwa, który interesował się analizą chodu konia.
W 1882 roku Stanford opublikował książkę opisującą projekt, zatytułowaną "The Horse in Motion". Zawierała blisko 100 obrazów sylwetek opartych na fotografiach, oraz analizę przeprowadzoną przez lekarza J.D.B Stillmana.
Magazyn „Life” umieścił Sallie Gardner at a Gallop na liście 100 Photographs that Changed the World (100 fotografii, które zmieniły świat).